# Budapest-fok

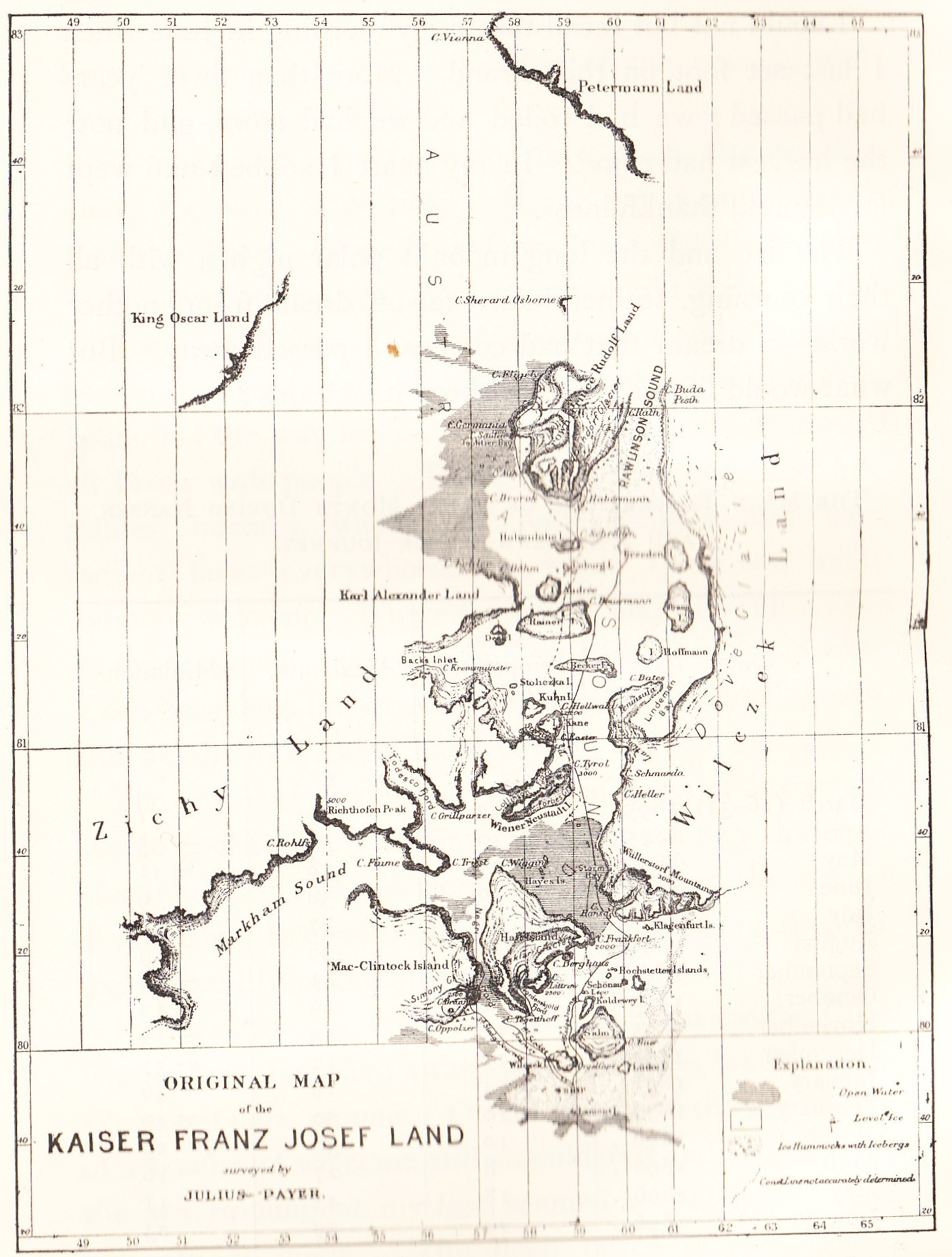
Julius von Payer térképe a felfedezett új szigetekről. A WILCZEK LAND északi részén, a 82° szélességi fok felett olvasható a Buda-Pesth-fok.

A Budapest-fok vagy Buda-Pesth-fok egy téves földrajzi fölfedezés eredménye, a Budapest egyesítésének idején zajló osztrák–magyar északi-sarki expedíció nevezte el így a Wilczek-föld északnyugati fokát. Az expedíció vezetője a Budapest-fokot a 82° szélességi kör magasságban határozta meg. Karl Weyprechtet és Julius von Payert – mint számos más sarkkutatót – a Északi-sarknál gyakran előforduló délibáb jelenség tévesztette meg, így a területről készített térképükön olyan földterületeket (Oszkár király-föld, Petermann-sziget), hegycsúcsokat, fokokat is feltüntettek, amelyek valójában sohasem léteztek. A Ferenc József-föld térségébe irányuló későbbi expedíciók (például Fridtjof Nansen) számoltak be arról, hogy az említett földrajzi területek nem léteznek, köztük a Budapest-fok sem.
A Ferenc József-föld – és egyben Európa – legészakibb pontja a Rudolf-szigeten található Fligely-fok.